# Ehrlichia chaffeensis
Ehrlichia chaffeensis é uma espécie de bactéria gram-negativa, obrigatoriamente um parasita intracelular É transmitida aos seres humanos principalmente por uma espécie de carrapato, Amblyomma americanum. É causadora da  erliquiose monocítica humana.
A erliquiose monocítica humana causada por E. chaffeensis é conhecida por ser transmitida por carrapatos no sul, centro e regiões da costa atlântica dos Estados Unidos. Recentemente, seu agente transmissor teve sua ocorrência expandida mais ao norte na costa leste americana, até a Nova Inglaterra.
Seu nome é uma homenagem a Fort Chaffee, que foi o descobridor dessa bactéria.